# Algodonales
Algodonales è un comune spagnolo di 5 577 abitanti situato nella comunità autonoma dell'Andalusia.

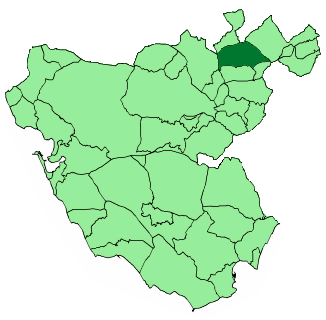
Mappa del comune nella provincia

## Geografia fisica
Il comune è attraversato dal fiume Guadalete.